# Fort Boyard

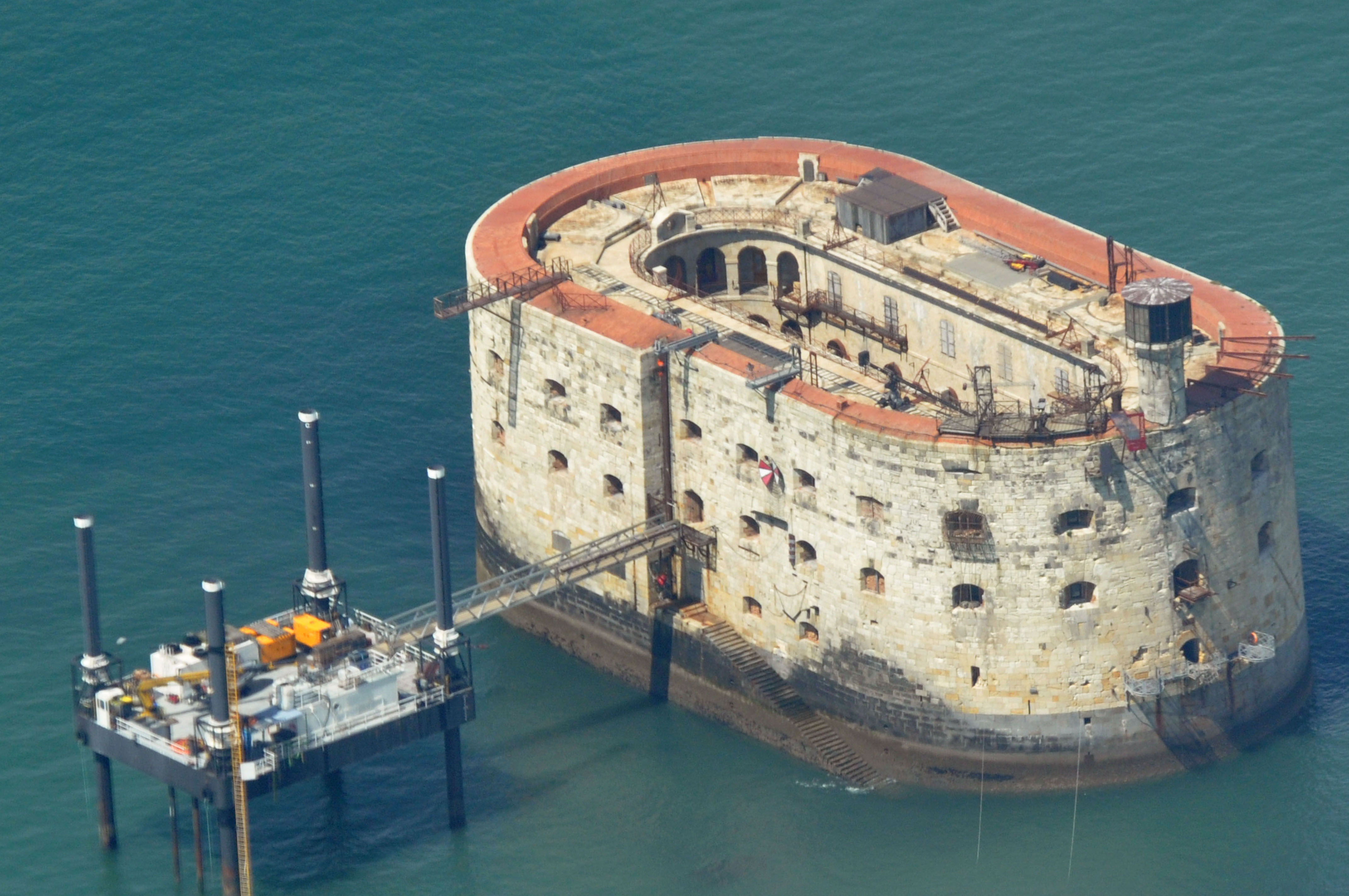
Luftbild (mit Versorgungsplattform)

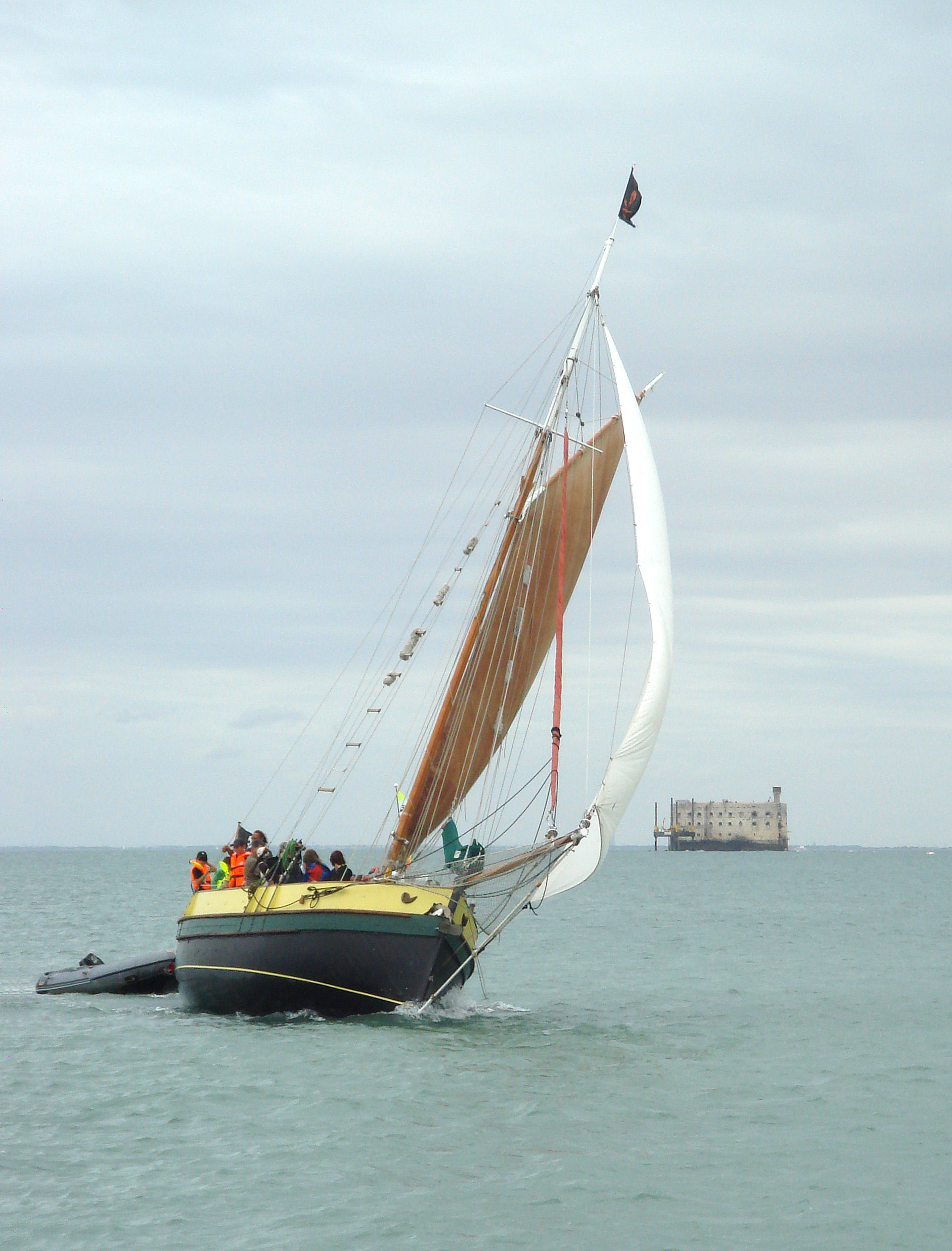
Segelboot vor dem Fort

Fort Boyard nordöstlich der Île d'Oléron

Das Fort Boyard ist eine Festung vor der französischen Atlantikküste zwischen der Île d’Aix und der Île d’Oléron im Département Charente-Maritime u. a. zur Sicherung der Mündung des Flusses Charente. Das Fort hat einen ovalen Grundriss, es ist 61 m lang und 31 m breit; die Mauern erheben sich bis auf eine Höhe von 20 m.

## Vorgeschichte und Bau
Aufgabe des Forts war es, das seit 1666 bestehende strategisch wichtige Marinearsenal von Rochefort zu sichern, da die auf den beiden benachbarten Inseln stationierten Batterien mit ihrer beschränkten Reichweite das Arsenal nicht hinreichend vor englischen Angriffen schützen konnten. Bereits Vauban wurde mit Planungen beauftragt, hielt die Errichtung einer Festung auf der Sandbank von Boyard jedoch für nicht realisierbar. Erst unter Napoleon wurden im Jahre 1801 die Arbeiten in Angriff genommen. Aufgrund starker Strömungen und der Gezeiten konnte nur im Sommer und bei Ebbe gebaut werden. 1809 wurden alle Arbeiten eingestellt, da die als Fundament auf die Sandbank transportierten Felsblöcke immer wieder aufgrund ihres Eigengewichts absackten. 1837 wurden die Arbeiten aus Anlass erneuter französisch-englischer Spannungen wieder aufgenommen. Bis 1848 wurden der Sockel und bis 1857 schließlich die Aufbauten errichtet.

## Nutzung
Das Fort beherbergte Batterien, die von 250 Soldaten bedient wurden. Da sich mittlerweile die Reichweiten der benachbarten Küstenbatterien erweitert hatten, kam Fort Boyard keine militärische Bedeutung mehr zu. Während des Deutsch-Französischen Krieges wurden hier Kriegsgefangene untergebracht. Während der Pariser Kommune diente es als Gefängnis. 1913 wurde das Fort von der Armee verkauft. Während des Zweiten Weltkriegs wurde es als Zielobjekt für Übungen der deutschen Luftwaffe benutzt.
Am 28. Mai 1962 wurde das Fort mit 7.500 französischen Francs zur Versteigerung ausgerufen und schließlich für 28.000 Francs von einem belgischen Zahnarzt ersteigert.
Seit 1989 ist es Eigentum des Départements Charente-Maritime.

## Trivia
Im französischen Spielfilm Die Abenteurer mit Alain Delon und Lino Ventura aus dem Jahr 1967 ist das Fort ein wesentlicher Schauplatz, besonders im Finale („Showdown“).
Im Film Freizeitkapitäne (Liberté-Oléron) von und mit dem französischen Regisseur, Schriftsteller und Schauspieler Bruno Podalydès aus dem Jahr 2000 mit u. a. seinem Bruder Denis Podalydès und seinem Sohn Jean sowie z. B. Guilaine Londez, Éric Elmosnino usw. spielen die Île d'Oléron und ein Segel- und Picknick-Ausflug auf die Île-d’Aix zentrale Rollen; auch das Fort Boyard auf dem Weg dahin sowie der lokale Schiffs- und Fährverkehr sowie das Strandleben sind „gut im Bild“.
Zudem ist das Fort seit 1990 Schauplatz der von dem Franzosen Jacques Antoine erfundenen Spielshow Fort Boyard.